# Asfalt naturalny

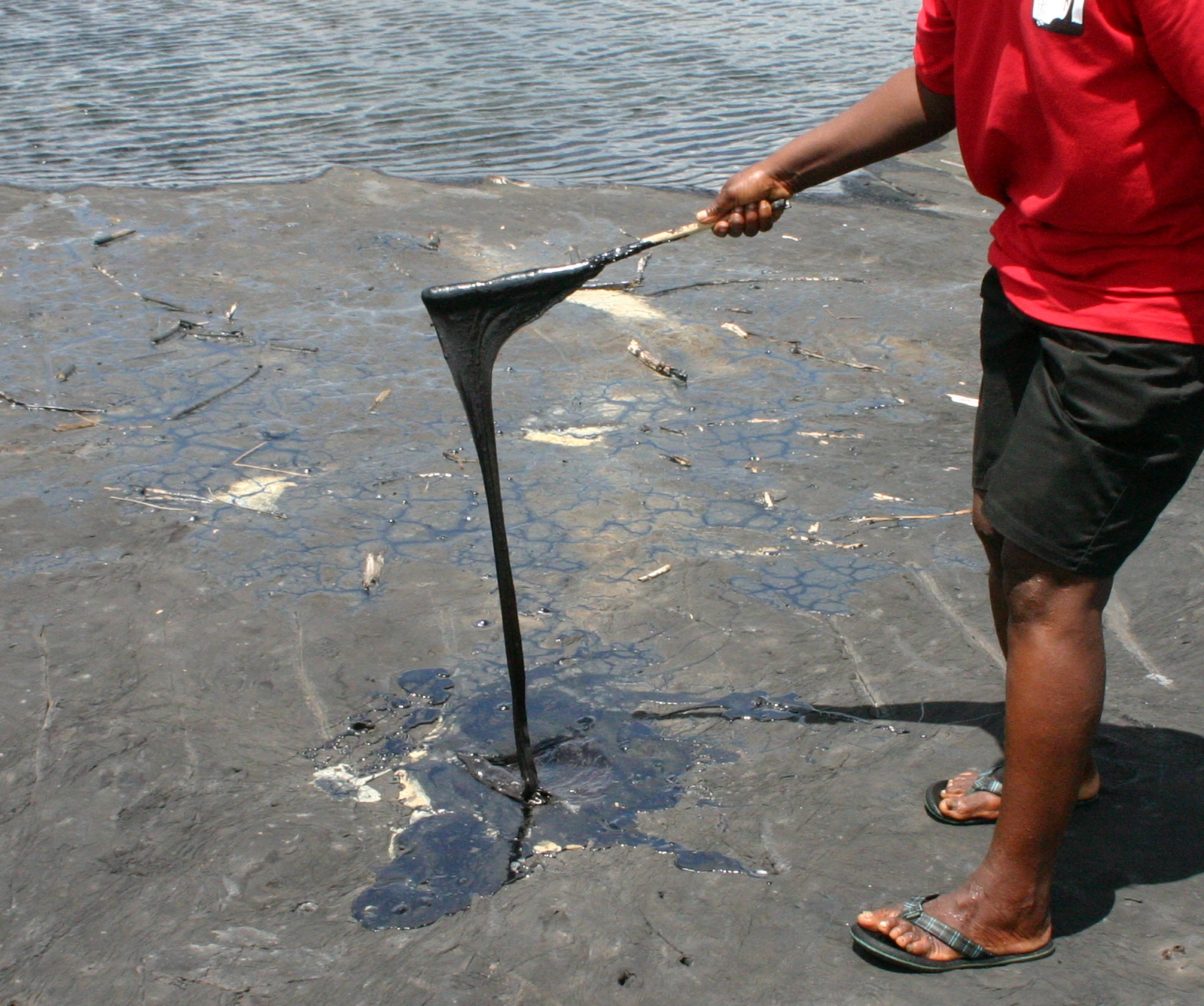
Jezioro naturalnego asfaltu na Trynidadzie

Asfalt naturalny – złoża asfaltu występujące w przyrodzie na ogół w pobliżu złóż ropy naftowej w postaci:
- złóż bitumicznych – o zawartości 55–98% czystego asfaltu,
- skał bitumicznych – najczęściej są to wapienie, dolomity, czasem piaskowce, skały o porowatej strukturze nasycone asfaltem, w których zawartość asfaltu wynosi ok. 10–15% objętości skały.

Asfalt naturalny jest zbyt twardy, by mógł być stosowany jako samodzielne lepiszcze. Stosuje się go jako dodatek do asfaltów ponaftowych w ilości 5–15% w, w celu poprawienia ich właściwości. Największe złoża asfaltu naturalnego występują w Wenezueli, Albanii i na Trynidadzie.